# 孟津区
孟津区在中华人民共和国河南省西北部、邙山以北、橫跨黄河兩岸，是洛阳市下辖的一个市辖区。东距郑州134公里。孟津之名可追溯至夏朝，“孟”指其位于孟涂氏封国，“津”指渡口。
人口約49万人，总面积为758.7平方公里。全區轄4街道辦事處及10鎮，234個社區及行政村，区政府驻城关镇桂花大道328号。
下辖小浪底镇，位于小浪底水利工程的南岸。

## 沿革
秦设平阴县，三国魏并平县、平阴、谍城三县为河阴县，隋并入洛阳县，宋为河清县，金改孟津县。1959年，旧县城迁至现在的城关镇，旧县城为黄河中游与下游分界点。2021年3月国务院批复同意撤销孟津县、洛阳市吉利区，设立洛阳市孟津区，以原孟津县、吉利区的行政区域为孟津区的行政区域，区人民政府驻城关镇桂花大道328号。

## 人口
截至2020年11月1日，孟津區常住人口485987人。

## 行政区划
孟津区下辖4个街道办事处、10个镇：
西霞院街道、康乐街道、吉利街道、河阳街道、城关镇、会盟镇、平乐镇、送庄镇、白鹤镇、朝阳镇、小浪底镇、麻屯镇、横水镇和常袋镇

## 文化
孟津县诞生了中国最早的文字符号伏羲八卦，也是明清著名书法家“神笔王铎”的故乡。2011年获评“中国书法之乡”称号。

### 古迹
- 境内有汉光武帝原陵，北魏孝文帝陵等陵墓。
- 龙马负图寺。